# 徐瓊
徐瓊（1425年—1505年），字时庸，号东谷，又號明農翁，江西金溪縣耿阳（今合市镇）人，明朝政治人物，天順元年榜眼，官至禮部尚書。

## 生平
景泰元年（1450年），徐瓊中庚午科江西鄉試舉人。天順元年（1457年），登丁丑科會試第三十六名，殿試一甲第二名，授翰林院編修，參與編撰《大明一统志》、《英宗實錄》等。成化三年，升翰林侍讲。成化七年，充任應天府鄉試主考官。成化十二年，升侍读学士，掌管南京翰林院事。成化二十三年，升任南京太常寺卿，后任南京国子监祭酒。弘治三年，升任南京禮部右侍郎，后任滿入順天府，改禮部左侍郎。弘治九年四月，升禮部尚書。弘治十一年，加太子少保。兩年後，致仕歸鄉，特進太子太保。弘治十八年（1505年）卒，年八十一。著有《东谷文集》。

## 事跡
司禮太監黃賜之母去世，廷臣皆前去吊唁，翰林們自負清華，拒絕前往。時任侍講的徐瓊和眾人商議，編修陳音大怒道：「天子侍從臣，相率拜內豎之室，若清議何！」徐瓊慚愧作罷。

## 紀念
撫州城东隅和西隅分別立有“耆英坊”和“硕德名卿坊”，即朝廷为徐琼所立。

## 家族
曾祖徐克明。祖徐邦用，號萬竹翁；父徐贯道，號拙逸。